# Euroschinus obtusifolius
Espèce
Le Danga, ou Térébenthine de Lifou (Euroschinus obtusifolius) est une espèce de la famille des Anacardiaceae. Elle est endémique de Nouvelle-Calédonie,.

## Liste des variétés
Selon GBIF (5 septembre 2023) :
- Euroschinus obtusifolius var. obtusifolius
- Euroschinus obtusifolius var. robustus Engl.

## Systématique
Le nom correct complet (avec auteur) de ce taxon est Euroschinus obtusifolius Engl..